# Юліан Угорський

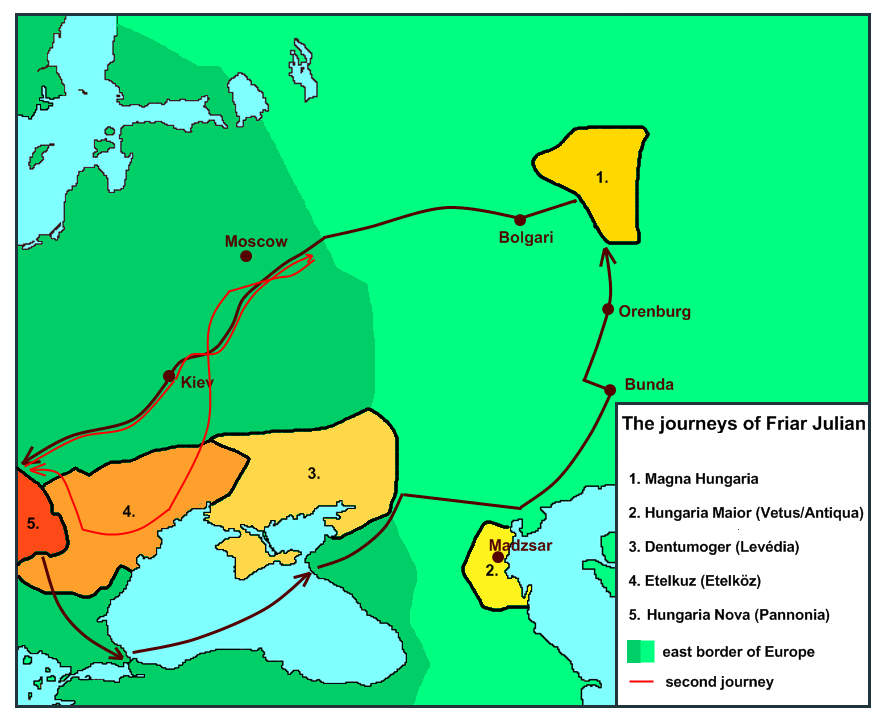
Шлях подорожей Юліана Угорського:
- перша подорож (1235—1236)
- друга подорож (1237)

Юліан Угорський (лат. Iulianus Hungarus, угор. Julianus barát) — монах Домініканського ордену, мандрівник.

## Перша подорож (1235—1236)
1235 року він із трьома іншими ченцями відправився на пошуки «Великої Угорщини» — землі, звідки прийшли угорські племена у Європу. Ченці переправилися через Дунай, Чорне море і дійшли до Волги. Зима не дала їм змоги просуватися далі. Лише в кінці весни Юліан дістався Волзької Болгарії, де вперше почув угорську мову. 1236 року ченець покинув «Велику Угорщину» і вирушив до Європи разом із булгарським купцем. На шляху назад ченець відвідав Рязань, Чернігів, Галич і повернувся до дому перейшовши через Карпати.

## Друга подорож (1237)
Восени 1237 року Юліан знову відправився на пошуки «Великої Угорщини». Від дійшов до східних околиць Київської Русі — Володимиро-Суздальського, Рязанського та деяких інших князівств. Там він дізнався, що Волзька Болгарія вже розорена монголо-татарами. Вони вже підійшли до кордонів північно-східних руських князівств та, за його словами, «чекають того, щоб земля, річки й болота з настанням зими замерзли, після чого усій множині татар легко буде розграбувати всю Русь».

## У культурі
- Радянський та російський письменник та історик Вадим Каргалов[ru] за мотивами подорожей Юліана Угорського написав роман «Колумб сходу»[6].
- Угорський рок-гурт Dalriada записав пісню «Julianus Utja» (укр. Шлях Юліана), в якій розповідається про подорожі Юліана Угорського[7].